# 20e étape du Tour d'Espagne 2006
Pour un article plus général, voir Tour d'Espagne 2006.
La 20e étape du Tour d'Espagne 2006 a eu lieu le 16 septembre 2006 entre la ville autour de la ville de Rivas Vaciamadrid sur une distance de 27,5 km. Elle a été remportée par le Kazakh Alexandre Vinokourov (Astana) qui devance deux Espagnols Samuel Sánchez (Euskaltel-Euskadi) et Alejandro Valverde (Caisse d'Épargne-Illes Balears). Vinokourov conserve logiquement le maillot doré de leader du classement général à l'issue de l'étape.

## Profil et parcours
Il s'agit du dernier contre-la-montre individuel de ce Tour d'Espagne 2006. D'une distance de 28 km, il est avant tout destiné aux purs rouleurs étant donné son relief plat.

## Déroulement

### Récit
Le Kazakh Alexandre Vinokourov, leader au classement général, remporte sa troisième victoire d’étape. Il est suivi par Samuel Sánchez à 6". Alejandro Valverde est arrivé troisième.

### Points distribués
| Classement par points Sans objet. | Cols et côtes Sans objet |

## Classement de l'étape
| \| Classement de l'étape \| Classement de l'étape \| Classement de l'étape \| Classement de l'étape \| Classement de l'étape \| \| Coureur \| Coureur \| Pays \| Équipe \| Temps \| \| --------------------- \| --------------------- \| --------------------- \| ------------------------------ \| --------------------- \| \| 1er \| Alexandre Vinokourov \| Kazakhstan \| Astana \| 33 min 39 s \| \| 2e \| Samuel Sánchez \| Espagne \| Euskaltel-Euskadi \| + 6 s \| \| 3e \| Alejandro Valverde \| Espagne \| Caisse d'Épargne-Illes Balears \| + 19 s \| \| 4e \| László Bodrogi \| Hongrie \| Crédit Agricole \| + 26 s \| \| 5e \| Vladimir Karpets \| Russie \| Caisse d'Épargne-Illes Balears \| + 30 s \| \| 6e \| Stuart O'Grady \| Australie \| CSC \| + 32 s \| \| 7e \| Carlos Sastre \| Espagne \| CSC \| + 44 s \| \| 8e \| Vladimir Gusev \| Russie \| Discovery Channel \| + 49 s \| \| 9e \| Torsten Hiekmann \| Allemagne \| Gerolsteiner \| + 55 s \| \| 10e \| Sébastien Rosseler \| Belgique \| Quick Step-Innergetic \| + 1 min 00 s \| |                      |            |                                |              |
| |                      |            |                                |              |
| |                      |            |                                |              |
| Classement de l'étape |                      |            |                                |              |
| Coureur | Coureur              | Pays       | Équipe                         | Temps        |
| 1er | Alexandre Vinokourov | Kazakhstan | Astana                         | 33 min 39 s  |
| 2e | Samuel Sánchez       | Espagne    | Euskaltel-Euskadi              | + 6 s        |
| 3e | Alejandro Valverde   | Espagne    | Caisse d'Épargne-Illes Balears | + 19 s       |
| 4e | László Bodrogi       | Hongrie    | Crédit Agricole                | + 26 s       |
| 5e | Vladimir Karpets     | Russie     | Caisse d'Épargne-Illes Balears | + 30 s       |
| 6e | Stuart O'Grady       | Australie  | CSC                            | + 32 s       |
| 7e | Carlos Sastre        | Espagne    | CSC                            | + 44 s       |
| 8e | Vladimir Gusev       | Russie     | Discovery Channel              | + 49 s       |
| 9e | Torsten Hiekmann     | Allemagne  | Gerolsteiner                   | + 55 s       |
| 10e | Sébastien Rosseler   | Belgique   | Quick Step-Innergetic          | + 1 min 00 s |

## Classement général
| \| Classement général \| Classement général \| Classement général \| Classement général \| Classement général \| \| Coureur \| Coureur \| Pays \| Équipe \| Temps \| \| ------------------ \| -------------------------- \| ------------------ \| ------------------------------- \| ------------------ \| \| 1er \| Alexandre Vinokourov \| Kazakhstan \| Astana \| 77 h 40 min 17 s \| \| 2e \| Alejandro Valverde \| Espagne \| Caisse d'Épargne-Illes Balears \| + 1 min 12 s \| \| 3e \| Andrey Kashechkin \| Kazakhstan \| Astana \| + 3 min 12 s \| \| 4e \| Carlos Sastre \| Espagne \| CSC \| + 3 min 35 s \| \| 5e \| José Ángel Gómez Marchante \| Espagne \| Saunier Duval-Prodir \| + 6 min 51 s \| \| 6e \| Tom Danielson \| États-Unis \| Discovery Channel \| DQ \| \| 7e \| Samuel Sánchez \| Espagne \| Euskaltel-Euskadi \| + 8 min 29 s \| \| 8e \| Vladimir Karpets \| Russie \| Caisse d'Épargne-Illes Balears \| + 10 min 36 s \| \| 9e \| Manuel Beltrán \| Espagne \| Discovery Channel \| + 10 min 47 s \| \| 10e \| Luis Pérez Rodríguez \| Espagne \| Cofidis-Le Crédit par Téléphone \| + 11 min 32 s \| |                            |            |                                 |                  |
| |                            |            |                                 |                  |
| |                            |            |                                 |                  |
| Classement général |                            |            |                                 |                  |
| Coureur | Coureur                    | Pays       | Équipe                          | Temps            |
| 1er | Alexandre Vinokourov       | Kazakhstan | Astana                          | 77 h 40 min 17 s |
| 2e | Alejandro Valverde         | Espagne    | Caisse d'Épargne-Illes Balears  | + 1 min 12 s     |
| 3e | Andrey Kashechkin          | Kazakhstan | Astana                          | + 3 min 12 s     |
| 4e | Carlos Sastre              | Espagne    | CSC                             | + 3 min 35 s     |
| 5e | José Ángel Gómez Marchante | Espagne    | Saunier Duval-Prodir            | + 6 min 51 s     |
| 6e | Tom Danielson              | États-Unis | Discovery Channel               | DQ               |
| 7e | Samuel Sánchez             | Espagne    | Euskaltel-Euskadi               | + 8 min 29 s     |
| 8e | Vladimir Karpets           | Russie     | Caisse d'Épargne-Illes Balears  | + 10 min 36 s    |
| 9e | Manuel Beltrán             | Espagne    | Discovery Channel               | + 10 min 47 s    |
| 10e | Luis Pérez Rodríguez       | Espagne    | Cofidis-Le Crédit par Téléphone | + 11 min 32 s    |

Tom Danielson, a été déclassé par l'UCI en 2012.

## Classements annexes
| Classement par points | Classement par points | Classement par points | Classement par points          | Classement par points |
| Coureur               | Coureur               | Pays                  | Équipe                         | Points                |
| --------------------- | --------------------- | --------------------- | ------------------------------ | --------------------- |
| 1er                   | Thor Hushovd          | Norvège               | Crédit Agricole                | 175 pts               |
| 2e                    | Alexandre Vinokourov  | Kazakhstan            | Astana                         | 163 pts               |
| 3e                    | Alejandro Valverde    | Espagne               | Caisse d'Épargne-Illes Balears | 147 pts               |
| 4e                    | Samuel Sánchez        | Espagne               | Euskaltel-Euskadi              | 103 pts               |
| 5e                    | Andrey Kashechkin     | Kazakhstan            | Astana                         | 95 pts                |

| Classement par points | Classement par points | Classement par points | Classement par points          | Classement par points |
| Coureur               | Coureur               | Pays                  | Équipe                         | Points                |
| --------------------- | --------------------- | --------------------- | ------------------------------ | --------------------- |
| 1er                   | Thor Hushovd          | Norvège               | Crédit Agricole                | 175 pts               |
| 2e                    | Alexandre Vinokourov  | Kazakhstan            | Astana                         | 163 pts               |
| 3e                    | Alejandro Valverde    | Espagne               | Caisse d'Épargne-Illes Balears | 147 pts               |
| 4e                    | Samuel Sánchez        | Espagne               | Euskaltel-Euskadi              | 103 pts               |
| 5e                    | Andrey Kashechkin     | Kazakhstan            | Astana                         | 95 pts                |

| Classement de la montagne | Classement de la montagne | Classement de la montagne | Classement de la montagne      | Classement de la montagne |
| Coureur                   | Coureur                   | Pays                      | Équipe                         | Points                    |
| ------------------------- | ------------------------- | ------------------------- | ------------------------------ | ------------------------- |
| 1er                       | Egoi Martínez             | Espagne                   | Discovery Channel              | 129 pts                   |
| 2e                        | Pietro Caucchioli         | Italie                    | Crédit Agricole                | 117 pts                   |
| 3e                        | Alejandro Valverde        | Espagne                   | Caisse d'Épargne-Illes Balears | 98 pts                    |
| 4e                        | Andrey Kashechkin         | Kazakhstan                | Astana                         | 84 pts                    |
| 5e                        | Alexandre Vinokourov      | Kazakhstan                | Astana                         | 82 pts                    |

| Classement de la montagne | Classement de la montagne | Classement de la montagne | Classement de la montagne      | Classement de la montagne |
| Coureur                   | Coureur                   | Pays                      | Équipe                         | Points                    |
| ------------------------- | ------------------------- | ------------------------- | ------------------------------ | ------------------------- |
| 1er                       | Egoi Martínez             | Espagne                   | Discovery Channel              | 129 pts                   |
| 2e                        | Pietro Caucchioli         | Italie                    | Crédit Agricole                | 117 pts                   |
| 3e                        | Alejandro Valverde        | Espagne                   | Caisse d'Épargne-Illes Balears | 98 pts                    |
| 4e                        | Andrey Kashechkin         | Kazakhstan                | Astana                         | 84 pts                    |
| 5e                        | Alexandre Vinokourov      | Kazakhstan                | Astana                         | 82 pts                    |

| Classement du combiné | Classement du combiné      | Classement du combiné | Classement du combiné          | Classement du combiné |
| Coureur               | Coureur                    | Pays                  | Équipe                         | Points                |
| --------------------- | -------------------------- | --------------------- | ------------------------------ | --------------------- |
| 1er                   | Alexandre Vinokourov       | Kazakhstan            | Astana                         | 8 pts                 |
| 2e                    | Alejandro Valverde         | Espagne               | Caisse d'Épargne-Illes Balears | 8 pts                 |
| 3e                    | Andrey Kashechkin          | Kazakhstan            | Astana                         | 12 pts                |
| 4e                    | Carlos Sastre              | Espagne               | CSC                            | 18 pts                |
| 5e                    | José Ángel Gómez Marchante | Espagne               | Saunier Duval-Prodir           | 24 pts                |

| Classement du combiné | Classement du combiné      | Classement du combiné | Classement du combiné          | Classement du combiné |
| Coureur               | Coureur                    | Pays                  | Équipe                         | Points                |
| --------------------- | -------------------------- | --------------------- | ------------------------------ | --------------------- |
| 1er                   | Alexandre Vinokourov       | Kazakhstan            | Astana                         | 8 pts                 |
| 2e                    | Alejandro Valverde         | Espagne               | Caisse d'Épargne-Illes Balears | 8 pts                 |
| 3e                    | Andrey Kashechkin          | Kazakhstan            | Astana                         | 12 pts                |
| 4e                    | Carlos Sastre              | Espagne               | CSC                            | 18 pts                |
| 5e                    | José Ángel Gómez Marchante | Espagne               | Saunier Duval-Prodir           | 24 pts                |

| Classement par équipes | Classement par équipes         | Classement par équipes | Classement par équipes |
| Équipe                 | Équipe                         | Pays                   | Temps                  |
| ---------------------- | ------------------------------ | ---------------------- | ---------------------- |
| 1re                    | Discovery Channel              | États-Unis             | 232 h 34 min 15 s      |
| 2e                     | Caisse d'Épargne-Illes Balears | Espagne                | + 15 min 28 s          |
| 3e                     | Astana                         | Espagne                | + 25 min 36 s          |
| 4e                     | Euskaltel-Euskadi              | Espagne                | + 33 min 16 s          |
| 5e                     | CSC                            | Danemark               | + 52 min 56 s          |

| Classement par équipes | Classement par équipes         | Classement par équipes | Classement par équipes |
| Équipe                 | Équipe                         | Pays                   | Temps                  |
| ---------------------- | ------------------------------ | ---------------------- | ---------------------- |
| 1re                    | Discovery Channel              | États-Unis             | 232 h 34 min 15 s      |
| 2e                     | Caisse d'Épargne-Illes Balears | Espagne                | + 15 min 28 s          |
| 3e                     | Astana                         | Espagne                | + 25 min 36 s          |
| 4e                     | Euskaltel-Euskadi              | Espagne                | + 33 min 16 s          |
| 5e                     | CSC                            | Danemark               | + 52 min 56 s          |